# Crabbea kaessneri
Crabbea kaessneri är en akantusväxtart som beskrevs av Spencer Le Marchant Moore. Crabbea kaessneri ingår i släktet Crabbea och familjen akantusväxter. Inga underarter finns listade i Catalogue of Life.